# Стар Вали Ранч (Вајоминг)
Стар Вали Ранч (енгл. Star Valley Ranch) град је у америчкој савезној држави Вајоминг.

## Демографија
По попису из 2010. године број становника је 1.503, што је 727 (93,7%) становника више него 2000. године.
| Група             | 2000.       | 2010.         |
| Белци             | 757 (97,6%) | 1.423 (94,7%) |
| Афроамериканци    | 1 (0,1%)    | 2 (0,1%)      |
| Азијати           | 0 (0,0%)    | 9 (0,6%)      |
| Хиспаноамериканци | 3 (0,4%)    | 51 (3,4%)     |
| Укупно            | 776         | 1.503         |